# Newspaper Provincial Society
La Newspaper Provincial Society, qui sera appelée plus tard Newspaper Society, est une association fédérant les journaux anglais régionaux, qui a joué un grand rôle en faveur de la liberté de la presse et dans l'Histoire de la presse écrite au Royaume-Uni.

## Histoire
La Newspaper Provincial Society a été fondée en avril 1836 à Fleet Street, le quartier historique de la presse à Londres. Elle présidée par John Matthew Gulch, propriétaire du Felix Farley's Bristol Journal, qui organise une première réunion à laquelle participent 17 propriétaires de journaux, de toutes obédiences. L'association se veut neutre et apolitique, avec une seule idée, la liberté de la presse. Le succès immédiat: les journaux membres seront 123 en 1842 et 268 en 1885.
L'association obtient gain de cause partiellement avec le "Libel Act de 1843", qui encadre le droit de la diffamation en reconnaissant la bonne foi d'un journaliste, et sera prolongé 38 ans après par le Newspaper libel and registration act de 1881.
En 1864, la Newspaper Provincial Society commence à faire campagne contre le monopole de trois sociétés de télégraphe, campagne qui est à l'origine de la création d'une agence de presse spécialisée dans les nouvelles anglaises, la Press Association, dont le comité de direction est composé les premières années des membres influents de la "Newspaper Provincial Society". C'est en particulier George Harper, éditeur et propriétaire de l'Huddersfield Chronicle qui  est le plus actif président de l'association à militer en faveur de la mise sur pied de la  Press Association, dont une première version existe dès 1865.
Une Association des propriétaires de journaux britannique, sera ensuite fondée en 1906 pour défendre plus particulièrement les intérêts des journaux londoniens, dans les domaines politiques, économiques, sociaux, et technologiques.